# Odontiinae
Die Odontiinae sind eine Unterfamilie der Crambidae innerhalb der Überfamilie der Pyraloidea. Weltweit sind rund 370 Arten in über 100 Gattungen beschrieben worden. Etwa 30 Arten in 16 Gattungen kommen auch in Europa vor.

## Merkmale
Innerhalb der Unterfamilie sind viele Arten Minierer, d. h. die Raupen fressen innerhalb von Gangsystemen in Blättern. Während andere Arten Blätter zusammenrollen, Blüten oder Knospen fressen oder Stängel und Früchte anbohren. Die Familie ist durch eine Besonderheit im männlichen Genitalapparat als Monophylum begründet.

## Systematik
In Europa kommen rund 30 Arten in 16 Gattungen vor. In Mitteleuropa sind es nur noch etwa 8 bis 9 Arten in 7 Gattungen.
- Aeschremon Lederer, 1863
- Anthophilopsis Guenée, 1854
- Aporodes Guenée, 1854
- Atralata Sylvén, 1947
- Cataonia Ragonot, 1891
- Cleptotypodes Minet, 1983
- Cynaeda Hübner, 1825
  - Zahnbindenzünsler (Cynaeda dentalis)
- Dentifovea Amsel, 1970
- Emprepes Lederer, 1863
- Epascestria Hübner, 1825
  - Epascestria pustulalis
- Ephelis Lederer, 1863
- Eurrhypis Hübner, 1825
  - Eurrhypis pollinalis
- Metaxmeste Hübner, 1825
- Noctuelia Guenée, 1854
- Tegostoma Zeller, 1847
- Titanio Hübner, 1825